# Lydia Williams
Lydia Grace Yilkari Williams (Katanning, 13 maggio 1988) è una calciatrice australiana, portiere del Melbourne Victory e della nazionale australiana.

## Carriera

### Nazionale
Nel 2010 ha vinto la Coppa d'Asia con la nazionale australiana.
Dopo essere stata il primo portiere delle Matildas a raggiungere, il 28 giugno 2022 nell'amichevole pareggiata 1-1 con il Portogallo, le 100 presenze in nazionale, dopo 17 anni dal suo debutto con le Matildas annuncia che lascerà la nazionale al termine del torneo femminile di calcio alle Olimpiadi di Parigi 2024.

## Palmarès

### Club
- Campionato australiano: 1

Championship: Canberra United: 2011-2012
Premiership: Canberra United: 2011-2012, 2013-2014

### Nazionale
- Coppa Asia femminile: 1

Campione: 2010
- Tournament of Nations: 1

2017
- Cup of Nations: 2

2019, 2023